# That's What I Like
"That's What I Like"는 브루노 마스의 노래이다.

## 같이 보기
- 2017년 빌보드 핫 100 차트 1위 목록